# Silkhak-Inxuixinak
Silkhak-Inxuixinak o Šilḫak-Inšušinak va ser rei d'Elam i Babilònia cap a l'any 1150 aC. Va succeir el seu germà Kutir-Nakhunte. Va ser el quart rei de la dinastia dels Sutrúquides d'Elam.
Va deixar nombroses inscripcions que parlen de les seves campanyes a Mesopotàmia i va deixar constància dels temples construïts o restaurats (una sola estela recorda una vintena de temples). Entre les seves campanyes és coneguda una a la frontera amb Assíria en què va sortir del nord del riu Diyala i va avançar pel Tigris i les muntanyes de Zagros fins prop de l'actual Arbela, i va lliurar combats a Bit Nappakhe i Ixabarbare a la regió del Zab Inferior (entre Nuzi i Assur), a Ukarsilla-Epekht (mont Ebek, avui Djebel Hamrin), Maqta (Djebel Kumar), Kibrat (avui Kifri), Nuzi, Arrapkha (avui Kirkuk), Anzugalli (prop de Nuzi), Khambati i Saniixe, campanya que va marcar el punt més alt del poder elamita.
En iniciar el seu regnat es va revoltar el governador d'Isin Marduk-Kabitahheixu, que es va declarar independent i va estendre el seu control per una part de Sumer, però va morir quan encara el rei governava. El seu fill, Ittimardukbalatu, va aconseguir cap a l'any 1135 aC apoderar-se de Babilònia i quasi tot Sumer.
Va morir potser el 1120 aC sense haver recuperat Babilònia.